# Buda (rejon jaworowski)
Buda (ukr. Буда) – wieś na Ukrainie, w rejonie jaworowskim obwodu lwowskiego.